# Tcherkaske (oblast de Donetsk)
Pour les articles homonymes, voir Tcherkaske.
Tcherkaske (ukrainien : Черкаське, russe : Черкасское) est une commune urbaine de l'oblast de Donetsk, en Ukraine. Elle compte 3 207 habitants en 2021.